# Zalew Pająk
Zalew Pająk – zbiornik retencyjny w Konopiskach, przysiółku Pająk w powiecie częstochowskim, województwie śląskim. Powstał przez spiętrzenie rzeki Konopki. Wykorzystywany jest dla celów rekreacyjnych, odbywa się nad nim Puchar Polski w triathlonie.
Nad zalewem znajduje się Ośrodek Harcerski „Pająk” Hufca ZHP Częstochowa (dawniej Chorągwi Częstochowskiej ZHP). Budowę ośrodka rozpoczęto w 1974, a obok na rzece Konopce w 1979 przystąpiono do budowy zalewu, nad którym pieczę sprawowała dyrekcja Kopalni Rud Żelaza „Barbara”, aż do czasu jej likwidacji. W sierpniu 1991 odbył się w ośrodku Zlot 80-lecia Harcerstwa Polskiego, zorganizowany przez Związek Harcerstwa Polskiego.
Zbiornik znajduje się w otulinie Parku Krajobrazowego Lasy nad Górna Liswartą. W jego wodach rosna m.in. grzybień biały i grążel żółty. W okolicach zalewu występują gatunki płazów, w tym m.in. traszka zwyczajna, traszka grzebieniasta, grzebiuszka ziemna, kumak nizinny, ropucha szara, ropucha zielona, ropucha paskówka, rzekotka drzewna, żaba jeziorkowa, żaba moczarowa, żaba wodna i żaba trawna.